# تاريخ كندا العسكري

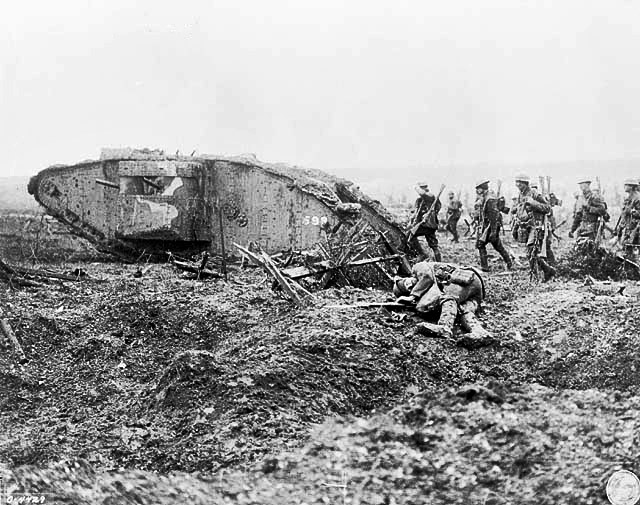

يمتد التاريخ العسكري الكندي لمئات السنين من الأعمال المسلحة في الأراضي التي تتكون منها كندا الحديثة، إلى جانب تدخلات الجيش الكندي في الصراعات وحفظ السلام في جميع أنحاء العالم. وعلى مدى آلاف السنين، كانت المنطقة التي تتشكل منها كندا موقعًا للصراعات المتفرقة بين القبائل بين الشعوب الأصلية. وبداية من القرن السابع عشر والقرن الثامن عشر، كانت كندا موقعًا للحروب الاستعمارية الأربعة وحربين إضافيتين في نوفا سكوشا وأكاديا بين نيو فرانس (فرنسا الجديدة) ونيو إنجلاند (إنجلترا الجديدة)؛ في صراعات امتدت سبعين سنة تقريبًا، حيث تحالف كل منها مع مجموعات الوطن الأول.
في عام 1763، وبعد الحرب الاستعمارية النهائية - حرب السنوات السبع - خرجت بريطانيا منتصرة وتم إعلان المدنيين الفرنسيين، الذين أمل البريطانيون استيعابهم، «رعايا بريطانيين». وبعد تمرير قانون كويبك عام 1774، والذي منح الكنديين ميثاقهم الأول للحقوق في ظل النظام الجديد، اختارت المستعمرات الشمالية عدم الانضمام إلى الثورة الأمريكية وظلوا على ولائهم للتاج البريطاني. وقد شن الأمريكيون هجمات في عامي 1775 و1812. وفي كلتا الهجمتين، تم صد الأمريكيين من قِبل القوات البريطانية والمحلية؛ ومع ذلك، ظل هذا التهديد حتى القرن التاسع عشر وسهل جزئيًا تحقيق الاتحاد الكندي عام 1867.
وبعد الاتحاد، ووسط الكثير من الجدل، تم إنشاء جيش كندي متكامل. ومع ذلك، ظلت كندا مستعمرة بريطانية وانضمت القوات الكندية لنظيراتها البريطانية في حرب البوير الثانية والحرب العالمية الأولى. وفي حين أن الاستقلال تحقق عقب قانون وستمنستر، بقيت علاقة كندا ببريطانيا قوية، وحصل البريطانيون مرة أخرى على دعم الكنديين أثناء الحرب العالمية الثانية. ومنذ ذلك الحين، التزمت كندا بالتعددية ودخلت الحرب ضمن تحالفات كبيرة متعددة الجنسيات كما هو الحال في الحرب الكورية وحرب الخليج وحرب كوسوفو والحرب الأفغانية. كما لعبت كندا دورًا مهمًا في عمليات حفظ السلام للأمم المتحدة في جميع أنحاء العالم، وقد التزمت بشكل تراكمي بتقديم قوات أكثر من أي بلد آخر.

## السكان الأصليين
شُنت حروب السكان الأصليين عادةً من أجل استقلال القبيلة والموارد والشرف الشخصي وشرف القبيلة – أي الانتقام  من الأخطاء المتصورة التي ارتكبت بحق الفراد بذات نفسه أو بحق قبيلته. قبل الاستعمار الأوروبي، كانت حرب السكان الأصليين تميل إلى أن تكون رسمية، و ذات طقوس، ولا تخلّف الكثير من الضحايا.
هناك بعض الأدلة على وجود حروب أكثر عنفًا، وصلت حد الإبادة الجماعية الكاملة لبعض مجموعات الأمم الأولى على يد أطراف أخرى، مثل النزوح الكلي لحضارة الدورست في نيوفاوندلاند على يد البيوثاك. شاع نشوب الحروب أيضًا بين الشعوب الأصلية في المنطقة شبه القطبية ذات الكثافة السكانية الكبيرة، لم تشارك مجموعات الإنويت الموجودة في أقصى القطب الشمالي في حرب مباشرة بشكل عام. و يعود ذلك في المقام الأول إلى قلة عدد سكانها، حيث اعتمدت بدلاً من ذلك على القانون التقليدي لحل النزاعات.
لم يكن مصير أولئك الذين أسروا في المعارك القتل دائما؛ فغالبًا ما تبنت القبائل الأسرى ليحلوا محل المحاربين الذين فقدوا خلال الغارات والمعارك، بالإضافة إلى استخدامهم في عمليات تبادل الأسرى. كانت العبودية متوارثة، وكان العبيد أسرى حرب وكذلك يكون أحفادهم. عاشت القبائل المالكة للعبيد في مجتمعات الصيد، مثل التلينغيت والهايدا، على طول الساحل من المنطقة التي تعرف الآن بآلاسكا إلى كاليفورنيا. كان ربع السكان الأصليين في المنطقة الساحلية لإقليم الشمال الغربي الهادئ عبيدًا.
من المتوقع أن تكون النزاعات الأولى بين الأوروبيين والسكان الأصليين قد حدثت حوالي عام 1003 م (معركة فنلاند)، عندما حاول الشماليون الاستيطان على طول الساحل الشمالي الشرقي لأمريكا الشمالية (راجع موقع لانس أو ميدوز). وفقًا لملحمة الساجا عن الشماليين أن شعوب السكرايلنغ في فينلاند استجابوا بشراسة لدرجة أن الوافدين الجدد انسحبوا في النهاية وتخلوا عن خططهم لاستيطان المنطقة.
قبل الاستعمار الفرنسي لوادي نهر سانت لورانس، كان الإيروكواس المحليون قد نزحوا بالكامل تقريبًا، وربما كان سبب نزوحهم الحرب مع جيرانهم الألغونكوين. تأسست رابطة الإيروكواس قبل الاتصال الرئيسي مع أوروبا. يعتقد معظم علماء الآثار والأنثروبولوجيا أن الرابطة تشكلت في وقت ما بين عامي 1450 و1600. أصبحت التحالفات القائمة بين السكان الأصليين في تلك الفترة مهمة بالنسبة للقوى الاستعمارية في نضالها في سبيل هيمنتها على أمريكا الشمالية خلال القرنين السابع عشر والثامن عشر.
بعد وصول الأوروبيين، أصبح القتال بين مجموعات السكان الأصليين، أكثر دمويةً وأكثرحسمًا، خاصةً وأن القبائل أصبحت محاصرة في المنافسات الاقتصادية والعسكرية التي سببها المستوطنين الأوروبيين. بحلول نهاية القرن السابع عشر، اعتمدت الأمم الأولى الموجودة في مناطق الغابات الشمالية الشرقية والمناطق شبه القطبية الشرقية والميتيس (أحد الشعوب ذات الأصول المشتركة التي تعود إلى الأمم الأولى والأصول الأوربية) استخدام الأسلحة النارية على وجه السرعة لتحل محل القوس التقليدي. أدى اعتماد الأسلحة النارية إلى زيادة عدد القتلى بشكل كبير، كما زادت إراقة الدماء أثناء المعارك بسبب التوزيع غير المتكافئ للأسلحة النارية والخيول بين مجموعات السكان الأصليين المتنافسة.

## القرن السابع عشر
بعد خمس سنوات من قيام الفرنسيين بتأسيس بورت رويال، في عام 1605، بدأ الإنجليز مستوطنتهم الأولى، في كوبرز كوف. بحلول عام 1706، كان عدد السكان الفرنسيين حوالي 16000 وازداد عدد السكان ببطء نتيجةً للعديد من العوامل. وقد أدى هذا النقص في الهجرة لأن يصبح تعداد سكان ولاية فرنسا الجديدة مساويًا لعشر تعداد السكان البريطانيين في المستعمرات البريطانية الثلاث عشر بحلول منتصف القرن الثامن عشر.
أعطت استكشافات دولاسال فرنسا حق المطالبة بوادي نهر المسيسيبي، الذي أقام فيه صيادو الفراء وعدد قليل من المستعمرين مستوطنات متفرقة. اعتمدت مستعمرات فرنسا الجديدة وهي: أكاديا الواقعة على خليج فوندي وكندا الواقعة على نهر سانت لورانس، بشكل أساسي على تجارة الفراء ولم تحظى بدعم الملوك الفرنسيين. وتنامت مستعمرات فرنسا الجديدة ببطء نظرًا للظروف المناخية والجغرافية الصعبة. طورت مستعمرات نيو إنجلاند التي يعتبر موقعها في الجنوب أكثر ملاءمة، اقتصادًا متنوعًا وازدهرت نتيجة الهجرة. منذ عام 1670، ومن خلال شركة خليج هدسون، طالب الإنجليز أيضًا بخليج هدسون وحوض التصريف الخاص به (المعروف باسم روبرتس لاند)، واستأجروا العديد من المستعمرات ومستوطنات الصيد الموسمية في نيوفاوندلاند.
تألفت طليعة جيوش فرنسا الجديدة من مزيج من الجنود النظاميين من الجيش الفرنسي (فوج كارنيان_ساليير) ومن البحرية الفرنسية (قوات البحرية الفرنسية والشركات البحرية الحرة) بدعم من وحدات ميليشيا محلية متطوعة صغيرة (ميليشيا استعمارية). كانت معظم القوات المبكرة التي أرسلت من فرنسا، لكن التوطين بعد نمو المستعمرة يعني أنه بحلول تسعينيات القرن السادس عشر، كان العديد منهم متطوعين من مستوطني فرنسا الجديدة، وبحلول خمسينيات القرن الثامن عشر، كانت معظم القوات من أحفاد السكان الفرنسيين الأصليين. بالإضافة إلى ذلك، بقي العديد من الجنود والضباط الأوائل الذين ولدوا في فرنسا في المستعمرة بعد انتهاء خدمتهم، ما ساهم في خدمة الأجيال والنخبة العسكرية. بنى الفرنسيون سلسلة من الحصون امتدت من نيوفاوندلاند حتى لويزيانا وحصون أخرى استولوا عليها من البريطانيين خلال القرن السابع عشر وحتى أواخر القرن الثامن عشر. كان بعضها عبارةً عن مزيج بين المواقع العسكرية والحصون التجارية.

### الحروب الإنجليزية الهولندية
كانت الحرب الإنجليزية الهولندية الثانية (1665 - 1667) صراعًا بين إنجلترا والجمهورية الهولندية جزئيا للسيطرة على البحار وطرق التجارة. في عام 1664، قبل عام من بدء الحرب الإنجليزية الهولندية الثانية، تلقى ميشيل دي رويتر تعليماتٍ وهو في مالقة في 1 سبتمبر عام 1664 لعبور المحيط الأطلسي من أجل مهاجمة الشحن الإنجليزي في جزر الهند الغربية وفي مصائد الأسماك في نيوفاوندلاند انتقامًا لاستيلاء وبرت هومز على العديد من السفن المراكز التجارية لشركة الهند الغربية الهولندية الموجودة في ساحل غرب إفريقيا. أبحر دي ريترو شمالًا من مارتينيك في يونيو عام 1665، واتجه إلى نيوفاوندلاند، واستولى على السفن التجارية الإنجليزية واستولى على بلدة سانت جونز قبل أن يعود إلى أوروبا.
خلال الحرب الإنجليزية الهولندية الثالثة، تصدى سكان سانت جون لهجوم هولندي ثانٍ في عام 1673. ودافع كريستوفر مارتن عن المدينة، وهو تاجر وقبطان إنجليزي. أنزل مارتن ستة مدافع من سفينته، إيلايس أندروز، وقام ببناء متراس ترابي وبطارية بالقرب من تشين روك مسيطرًا على المضائق المؤدية إلى الميناء.

### الحرب الأهلية في آكاديا
في منتصف القرن السابع عشر، انغمست أكاديا بالحرب الأهلية، كما وصفها بعض المؤرخين. ودارت الحرب بين بورت رويال، حيث تمركز حاكم أكاديا شارل دو منو دولني دوشارنيسي، وبين مدينة سانت جون حاليًا، موطن الحاكم شارل دو سانتاتيان دو لا تور. دارت أربع معارك كبرى، خلال الصراع. هاجم لاتور دولني في بورت رويال في عام 1640. رداً على الهجوم، أبحر دالني من بورت رويال ليحاصر حصن لاتور في سانت جون لمدة خمسة أشهر، ما أدى في النهاية إلى هزيمة لاتور في عام 1643. هاجم لا تور دولني مرةً أخرى في بورت رويال في عام 1643؛ فاز دولني وبورت رويال في نهاية المطاف بالحرب ضد لا تور عن طريق حصار سانت جون في عام 1645، ومع ذلك، بعد وفاة دولني في عام 1650، أعاد لا تور التأسيس لنفسه في أكاديا.

## وصلات خارجية
- Canadian Military History Gateway – Government of Canada
- Canadian Military History – Library and Archives Canada
- Canadian Military History – Laurier Centre for Military Strategic and Disarmament Studies, Wilfrid Laurier University
- War and the Foundation of Canada, Canadian War Museum
- CBC Archives (War & Conflict)